# PowerPivot
Power Pivot — функция Microsoft Excel.
Доступна в качестве адд-ина в версии Excel 2010, в Excel 2013 в качестве отдельно загружаемого компонента, и как встроенный адд-ин в Excel 2016. Power Pivot расширяет возможности локально установленной Microsoft Analysis Services Tabular, встраиваясь напрямую в книгу Excel. Это позволяет пользователю строить модели данных типа ROLAP в Power Pivot, и использовать сводные таблицы для просмотра уже построенной модели. Это позволяет Excel быть самостоятельной BI-платформой, реализуя профессиональные языки выражений для запроса к модели и выполнять сложные измерения.
Power Pivot в основном использует DAX (Data Analysis Expressions) в качестве своего языка выражений, хотя запрос к модели может быть на MDX в выражении со строками. Выражения на DAX позволяют пользователю создавать меры, основанные на моделях данных, которые могут суммировать и аггрегировать миллионы строк табличных данных за секунды. Выражения на DAX преобразуются в запросы на T-SQL в Formula and Storage Engines, управляющем моделью данных, абстрагируя более подробную и утомительную работу по написанию формальных запросов до вида Excel-подобных формул.
Power Pivot использует движок сжатия SSAS Vertipaq для удержания модели данных в памяти на компьютере клиента. Частично, это означает что Power Pivot работает как инстанс Microsoft Analysis Services на локальной рабочей станции. В результате объёмные модели данных могут быть не совместимы с 32-битной версией Excel.
До выпуска Power Pivot компания Microsoft сильно полагалась на SQL Server Analysis Services в качестве движка для своего пакета Business Intelligence. Power Pivot дополнил BI-компоненты SQL Server под видом Business Intelligence Semantic Model (BISM), цель которой заключалась в интеграции на-дисковых многомерных аналитик ранее известных как Unified Dimensional Model (UDM) с более гибкими «табличными» моделями в-памяти.
Как самостоятельный BI-продукт Power Pivot предназначен позволить пользователям без специальной подготовки в области BI и аналитики разрабатывать модели данных и расчёты, делясь ими напрямую или через библиотеки документов SharePoint.

## Язык M Formula
Дополнением к возможностям Power Pivot является функция Get & Transform (изначально известная как Power Query), включающая новый язык формул под названием M. Это смешанный (Mashup) язык запросов разработанный для построения запросов, которые смешивют данные. Он похож на F Sharp. По заявлению компании Microsoft это «наиболее чистый, динамически типизированный, частично ленивый, функциональный язык».

## История версий и наименование
Power Pivot впервые представлен в мае 2010 года как часть SQL Server 2008 R2. Он включал «Power Pivot for Excel» и «Power Pivot for SharePoint». В то время как продукт ассоциировался с SQL Server-ом, адд-ин компонент для Excel мог независимо использоваться на любом сервере и с различными типами источников данных. SQL Server 2012 содержал адд-ин компонент PowerPivot for Microsoft Excel 2010, который также был свободно доступен для скачивания для Microsoft Excel 2010. После того Power Pivot стал выпускаться отдельно от SQL Server. В частности 8 июля 2013 года анонсируя новый пакет самостоятельных Power BI инструментов, Microsoft переименовала PowerPivot в «Power Pivot» (с пробелом между словами в названии), чтобы привести наименование в единообразие с другими инструментами в пакете. В Excel 2013 Power Pivot доступен только в определённых версиях Microsoft Office. В Excel 2016 он доступен сразу после установки, на вкладке «Данные». Функция Power Query в Excel 2010 и Excel 2013 в Excel 2016 переименована в Get & Transform.